# Малоазийски азбуки
Малоазийските азбуки или Анатолийските азбуки са група азбуки, които са възникнали в периода X-VIII век. пр.н.е. за някои от анатолийските езици от индоевропейското семейство.
Основават се на финикийската азбука, обаче изглежда, че са изпитали и влиянието на южноарабското писмо. Според една хипотеза, гръцката азбука също попада под тяхното влияние, обаче под повърхността прозира, че много от буквите на малоазийските азбуки имат различно четене и звучене.
Дешифрирани са само частично, като значението на много от буквите им все още не е ясно, тъй като езиците на които са надписите с тези азбуки са мъртви. За дешифрирането им спомага обстоятелството, че някои от малоазийските надписи (подобно на Бехистунския) са били придружени от паралелни текстове на древногръцки език, в допълнение на което голям брой местни малоазийски коренни топоними се съдържат и в древногръцката историография (Херодот – История).

### Малоазийски азбуки
1. Карийска азбука;
2. Паракарийска азбука – има съмнения за нейното съществуване;
3. Лидийска азбука;
4. Паралидийска азбука, чийто единствен надпис е съхранен на стела на Сардската синагога;
5. Ликийска азбука;
6. Сидетска азбука;
7. Фригийска азбука.